# Clarence Benjamin Jones

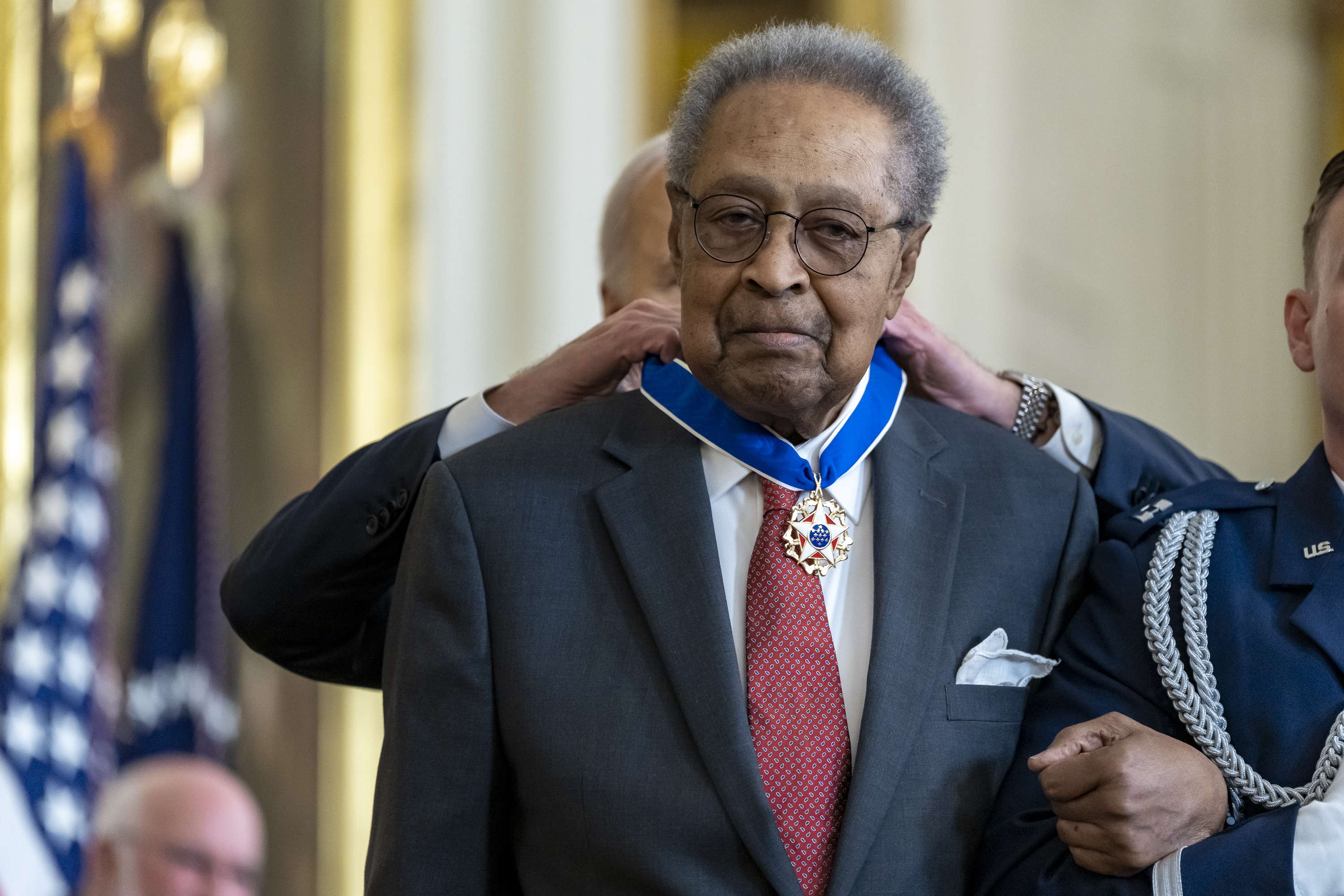
Clarence B. Jones wird die Presidential Medal of Freedom verliehen (2024)

Clarence Benjamin Jones (* 8. Januar 1931 in Philadelphia) ist ein US-amerikanischer Bürgerrechtler.

## Leben
Jones war der Sohn zweier schwarzer Bediensteten in Philadelphia. Da seine Eltern nicht die Mittel hatten, ihn großzuziehen, wuchs er in einem Heim auf. Er besuchte ein Internat in Neuengland und begann 1949 mit Hilfe eines Stipendiums sein Studium an der Columbia University. Dieses wurde unterbrochen, als er im August 1953 in die Armee eingezogen wurde. Zwei Jahre später, im April 1955, wurde er aus dem Militär entlassen. Er hatte sich geweigert, die Armed Forces Loyalty Certificate zu unterzeichnen und damit zu bestätigen, dass er kein Mitglied der Kommunistischen Partei (CPUSA) sei. 1957 kam der FBI zum Schluss, dass Jones der CPUSA nahe gestanden sei. Nach seiner Entlassung aus dem Militär setzte Jones sein Studium fort. Er erhielt 1956 sein Bachelor of Arts von der Columbia und 1959 sein Bachelor of Laws von der Boston University. Daraufhin eröffnete er in Altadena in der Nähe von Hollywood eine Anwaltskanzlei mit einem Fokus auf entertainment law.
Bald wurde er jedoch zu einem Anwalt der Southern Christian Leadership Conference (SCLC), einem der treibenden Kräfte hinter der Bürgerrechtsbewegung, und zu einem der wichtigsten Wegbegleiter Martin Luther Kings. Er beteiligte sich wenig an den Massenprotesten und Demonstrationszügen der Bürgerrechtler. Stattdessen spielte er vor allem hinter den Kulissen als Organisator eine Rolle, als Fundraiser und persönlicher Berater Kings. Als dieser 1963 für seinen friedlichen Protest in Birmingham verhaftet wurde, schmuggelte Jones Kings' Schrift Letter from Birmingham Jail aus dem Gefängnis und half dabei, die Kaution für ihn zu sammeln. Außerdem diente er ihm als Redeschreiber. Zum Beispiel war er an der Ausarbeitung der I-Have-A-Dream-Rede beteiligt. Wie viele Bürgerrechtler, darunter auch King selbst, war Jones jahrelang von der FBI beschattet worden.
Die Ermordung Kings 1968 kam für ihn als ein Schock. In den folgenden Jahren hatte Jones mit Alkoholmissbrauch und dem Zusammenbruch seiner ersten Ehe zu kämpfen. 1971 bis 1974 war er Herausgeber der New York Amsterdam News. 1971 war einer der Unterhändler beim Attica Prison Riot.
Der Präsident Joe Biden verlieh ihm 2024 die Presidential Medal of Freedom.